# Partido de la Alianza (Malasia)
El Partido de la Alianza (en malayo: Parti Perikatan; en inglés: Alliance Party) o simplemente la Alianza (Perikatan, Alliance) fue una coalición política de Malasia fundada en 1952, que gobernó el país desde las primeras elecciones directas en 1955, cuando era una colonia del Reino Unido, hasta el 1 de julio de 1973, cuando cambió su nombre por Barisan Nasional (Frente Nacional) siendo la coalición dominante del país hasta 2018. Estaba formada por la Organización Nacional de los Malayos Unidos (UMNO), la Asociación China de Malasia (MCA), y el Congreso Indio de Malasia (MIC).

## Historia
El Partido de la Alianza comenzó como un arreglo electoral ad hoc y temporal entre las ramas locales de UMNO y MCA para disputar las elecciones municipales de Kuala Lumpur en 1952. Los candidatos de UMNO-MCA ganaron en 9 de los 12 escaños disputados y su éxito hizo que ambos partidos decidieran mantener la coalición. A la alianza se adhirió el MIC en 1954. En 1955, con la celebración de las primeras elecciones federales en todo el país, el Partido de la Alianza obtuvo una aplastante victoria con más del 80% de los votos, y 51 de los 52 escaños. A lo largo de las siguientes dos décadas, la Alianza se encargó de organizar la creación de la Federación Malaya, e iniciar la transición de una colonia británica a un estado independiente con una fuerte economía de mercado. En 1969, sin embargo, ante el crecimiento de partidos opositores, como el Partido de Acción Democrática, la Alianza obtuvo menos de la mitad del voto popular, conservando su mayoría absoluta debido a un masivo gerrymandering, y debió autodisolverse para crear el Barisan Nasional, una nueva coalición que continuaría gobernando el país como coalición dominante hasta 2018.

## Resultados electorales
|  | 81.68 % |

|  | 51.77 % |

|  | 58.53 % |

|  | 44.34 % |